# Dato Marsagishvili
Dato Marsagishvili (in georgiano დათო მარსაგიშვილი?; Stepantsminda, 30 marzo 1991) è un lottatore georgiano, specializzato nella lotta libera e nella lotta sulla spiaggia.

## Palmarès
- Giochi olimpici

Londra 2012: bronzo nella lotta libera 84 kg.
- Mondiali

Istanbul 2011: bronzo nella lotta libera 84 kg.
- Europei

Dortmund 2011: argento nella lotta libera 84 kg.
Belgrado 2012: oro nella lotta libera 84 kg.
Tbilisi 2013. oro nella lotta libera 84 kg.
Riga 2016: bronzo nella lotta libera 86 kg.
- Giochi mondiali sulla spiaggia

Doha 2019: argento nella lotta sulla spiaggia 90 kg.